# 彼得希道
彼得希道（匈牙利語：Péterhida，匈牙利語發音：[ˈpeːtɛrɦidɒ]）是匈牙利绍莫吉州所辖的一个村。总面积11.62平方公里，总人口144，人口密度12.4人/平方公里（2011年1月1日）。